# マリー＝クリスティーヌ (マイケル王子夫人)
マイケル・オブ・ケント王子妃（Princess Michael of Kent、全名：マリー＝クリスティーヌ・アン・アグネス・ヘドウィグ・アイダ（Marie-Christine Anne Agnes Hedwig Ida）、旧名：マリー・クリスティーネ・アナ・アグネス・ヘートヴィヒ・イーダ・フォン・ライプニッツ男爵令嬢（独 Marie Christine Anna Agnes Hedwig Ida Baronin von Reibnitz；英 Baroness Marie-Christine Agnes Hedwig Ida von Reibnitz）, 1945年1月15日 - ）は、イギリス王室の一員。エリザベス2世の従弟であるマイケル・オブ・ケント王子の妻。作家であり、欧州の王室について数冊の著作を持つ。公邸はケンジントン宮殿になる。

## 略歴
当時ナチス・ドイツ領であったズデーテン地方カールスバード（現在のチェコ、カルロヴィ・ヴァリ）で、敗戦間近の1945年1月15日に、ナチス親衛隊少佐でドイツ系の父ギュンター・フォン・ライプニッツ男爵と、ハンガリー貴族の娘の母マリアとの間の娘として誕生した。ヨーロッパ戦線での戦いが終わると、ズデーテン地方ではすぐに「ドイツ人追放」が起きた。
マリーはカトリック教徒として育てられた。マイケル王子と結婚前は、インテリアデコレーターとして働いていた。
1971年、イギリス人の銀行家、第6代準男爵トマス・トルーブリッジと結婚したが、1973年に別居、1977年に離婚した。1978年、5月にカトリック教会からトルーブリッジとの「婚姻無効宣告」（annulment）を受けた後、翌6月30日にウィーンでマイケル王子と再婚（非宗教の法律婚・民事婚）した。1983年6月29日には、カトリック教会から「婚姻承認宣告」（acknowledgement）を受け、結婚式を挙げた。
1701年王位継承法では「王室構成員がカトリック教徒と結婚した場合、王位継承権を失う」と定められていたため、マイケル王子はイギリス王位継承権を失った。その後、2013年王位継承法での改定によりマイケル王子の継承権は復活した。フレデリックとガブリエラの子供2人はアングリカン・コミュニオンとして育てられたため、改正前より王位継承権を有している。

## 血筋
母方の祖先には、フランス王アンリ2世と王妃カトリーヌ・ド・メディシスおよび愛妾ディアーヌ・ド・ポワチエ、また画家のピーテル・パウル・ルーベンスがいる。
アメリカのファッション誌で、マリーの血筋は英国王室の成員と結婚する者の中では、エディンバラ公フィリップ以来の王族らしいものだと評されている。また身長は180cmあり、「王族の血脈に入る背の高い初めての女性だろう」とも評されている。

## メディア
2004年5月、ディナーでの黒人の一団が騒がしいとして「植民地にお帰りなさい」などと小言を言ったと、当の一団からマスメディアに告発され、マリー自身はそうしたニュアンスは否定したが、いずれにしろ世界中のニュースのヘッドラインで流れた。
2017年、黒人をモチーフにした人種差別的な意味合いを持つブローチを身に付けたことで批判された。

## 称号・敬称
- Baroness Marie-Christine von Reibnitz（マリー＝クリスティーヌ・フォン・ライプニッツ男爵令嬢、1945年 – 1971年）
- Baroness Marie-Christine von Reibnitz, Mrs Thomas Troubridge（トマス・トルーブリッジ夫人マリー＝クリスティーヌ・フォン・ライプニッツ男爵令嬢、1971年 - 1978年）
- Her Royal Highness Princess Michael of Kent（マイケル・オブ・ケント王子妃殿下、1978年 -　）

正式には、Her Royal Highness Baroness Marie-Christine Anne Agnes Hedwig Ida, Princess Michael of Kent（マイケル・オブ・ケント王子妃マリー＝クリスティーヌ・アン・アグネス・ヘドウィグ・アイダ男爵令嬢殿下）

## 著書
- 『異国へ嫁した姫君たち―ヨーロッパ王室裏面史』（Crowned in a Far Country: Portraits of eight royal brides）（時事通信社、1989年）
- 『宮廷を彩った寵姫たち―続・ヨーロッパ王室裏面史』（Cupid and the King: Five Royal Paramours）（時事通信社、1994年）
- Michael of Kent, Princess (2004). The Serpent and The Moon: two rivals for the love of a Renaissance king. Simon & *Schuster. ISBN 0-7432-5104-0.
- Michael of Kent, Princess (2013). The Queen Of Four Kingdoms. Constable. ISBN 978-1472108456.
- Michael of Kent, Princess (2014). Agnès Sorel: Mistress of Beauty. Constable. ISBN 978-1472119131.